# Andreas Slätt
Andreas Per-Otto Slätt född 3 december 1972 är en svensk entreprenör och författare.

## Biografi
Slätt är entreprenör samt författare till biografier om ishockeyprofilen Håkan Andersson, ishockeymålvakten Leif "Honken" Holmqvist samt den tidigare soldaten i Balkankriget Mate Capin.
Han har under många år arbetat nära familjen Karlsson-Dahlén vars två söner utpekades som skyldiga i det omtalade Kevin-fallet, men som friades 2018. Tillsammans med familjen har han grundat Kevinstiftelsen som verkar för att hjälpa unga människor som befinner sig i eller löper risk för att hamna i en utsatt situation. Han har 2020 blivit uppmärksammad för sin bok "Berättelsen om Kevinfallet".